# Lalage
Lalage là một chi chim trong họ Campephagidae.

## Các loài
Chi này bao gồm 19 loài:
- Lalage atrovirens
- Lalage aurea
- Lalage conjuncta
- Lalage leucomela
- Lalage leucopyga
- Lalage leucopygialis
- Lalage maculosa
- Lalage melanoleuca
- Lalage moesta
- Lalage nigra
- Lalage sharpei
- Lalage sueurii
- Lalage tricolor
- Lalage fimbriata
- Lalage melanoptera: Phường chèo đầu đen
- Lalage melaschistos: Phường chèo xám
- Lalage newtoni: Phường chèo Réunion
- Lalage polioptera: Phường chèo xám nhỏ
- Lalage typica